# Gustavo Eberto
Gustavo Eberto, né le 30 août 1983 à Paso de los Libres et mort le 3 septembre 2007 à Buenos Aires, est un footballeur argentin évoluant au poste de gardien de but.

## Biographie
Recruté par Boca Juniors alors qu'il n'a que quinze ans, il encaissa sept buts contre Rosario Central lors de son premier match dans l'équipe première de Boca, le 6 juillet 2003 (7-1). Il devient le gardien remplaçant du club, mais ne joue que deux matchs avec l'équipe première de Boca de 2003 à 2005.
International en moins de 20 ans, il est sacré champion d'Amérique du Sud en 2003 en Uruguay puis participe à la Coupe du monde de football des moins de 20 ans 2003 où l'Argentine termine quatrième. Il remporta également les Jeux panaméricains. 
Ses 31 sélections se décomposent en onze matchs amicaux, neuf en Coupe d'Amérique du Sud, six à la Coupe du monde des moins de 20 ans et cinq aux Jeux Panaméricains, en moins de 23 ans.
Il est prêté en janvier 2006 au Club Atlético Talleres (D2 argentine) où il devait occuper le poste de titulaire. Il joue un match contre Huracan sous les couleurs de Talleres quand il découvre qu'il est atteint d'un cancer (février 2006). Ce dernier le fauche à 24 ans.